# منطقة كوربين
منطقة كوربين (بالألبانية: Rrethi i Kurbinit) هي واحدة من ستة وثلاثين منطقة تقع في ألبانيا، والتي تفككت في سنة 2000، وهي الآن جزء من مقاطعة ليجه، وحسب تقديرات 2010 هناك 54,977 نسمة وتقع على مساحة كلية من 273 كيلومتر مربع، وعاصمتها لاك.